# Bodhi Linux
Bodhi Linux — дистрибутив Linux, основанный на Ubuntu, который использует диспетчер окон Moksha. Философия распространения заключается в предоставлении минимальной базовой системы, чтобы пользователи могли устанавливать программное обеспечение, которое они хотят. Таким образом, по умолчанию включается только программное обеспечение, которое важно для большинства пользователей Linux, включая файловый менеджер (PCManFM), веб-браузер (Midori) и терминальный эмулятор (Terminology). Операционная система не включает программное обеспечение или функции, которые его разработчики считают ненужными. Чтобы облегчить создание программ с программным обеспечением, разработчики Bodhi Linux поддерживают онлайн-базу данных легковесного программного обеспечения, которую можно установить одним щелчком мыши через apturl.
В дополнение к стандартной версии Bodhi Linux, которая предназначена для совместимости с процессорами Intel, была выпущена альфа-версия для планшетных устройств с процессорами ARM на базе Debian. Планшетная версия Bodhi не поддерживается официально из-за количества времени, необходимого для поддержки её актуальности.

## Производительность
Системные требования требуют не менее 256 МБ ОЗУ, не менее 2.5 ГБ места на жёстком диске и не менее процессор 300 МГц. 32-разрядные процессоры без возможности PAE поддерживаются на тех же условиях, что и PAE-совместимые. Только разница между версиями Bodhi заключается в том, что используется более старое ядро.
Используя название «Enlightenment DR17» под названием Moksha Desktop, Bodhi обеспечивает много эффектов рабочего стола и анимации, которые не требуют высокопроизводительного компьютерного оборудования. Обоснование форка проекта от DR17 было связано с его установленной производительностью и функциональностью, в то время, как E19 обладал «оптимизациями, которые нарушают существующие функции, которыми пользуются пользователи», в соответствии с заявлением Джеффа Хоогланда. Диспетчер окон Enlightenment, а также инструменты, разработанные специально для Bodhi Linux, были написаны на языке программирования C и Python.

## Поддержка
Bodhi Linux основан на версиях Ubuntu с долгосрочной поддержкой (10.04, 12.04, 14.04, 16.04, 18.04…), поэтому поддержка соответствует той же схеме: исправления ошибок безопасности выпускаются ежедневно в течение пятилетнего периода. В отличие от Ubuntu, Bodhi не имеет краткосрочной поддержки. Установленный Bodhi Linux можно обновить через терминал, или через диспетчер пакетов.

## Цикл релизов
Релизы пронумерованы в типе x.y.z, где:
- x представляет собой основной выпуск;
- y представляет собой обновлённый выпуск;
- z представляет собой выпуск с исправлениями ошибок.

Основной выпуск (x.y.z, например версия 3.0.0) следует за долгосрочной поддержкой Ubuntu с задержкой в несколько месяцев. Цель состоит в том, чтобы выпускать новый крупный релиз в июле каждый год после новой версии Ubuntu с долгосрочной поддержкой, который ожидается в апреле. После выпуска новая функциональность не добавляется. В феврале 2015 года, была выпущена версия Bodhi Linux 3.0.0 Legacy для более старого оборудования.
Обновлённая версия (x.y.z, например версия 2.4.0) аналогична выпускам с обновлениями в Ubuntu (12.04.1, 12.04.2…). Ещё раз, они используются для использования новых версий программного обеспечения и других улучшений, которые не связаны с безопасностью.
Начиная с версии 2.4.0, частота обновления сокращается до трёх раз в год. Каждые четыре месяца — в январе, мае и сентябре, на данный момент — должно появиться новое обновление. Bodhi Linux 2.4.0 появился немного поздно в середине сентября, когда он был готов. Релиз с исправлениями багов (x.y.z, например версия 2.4.1) предназначен для исправления ошибок с настройками по умолчанию.
| Версия                                                                                   | Дата релиза   | Примечания                                       | Дата прекращения поддержки |
| ---------------------------------------------------------------------------------------- | ------------- | ------------------------------------------------ | -------------------------- |
| 0.1.6                                                                                    | 2011-02       | Первая версия Bodhi Linux.                       | Неизвестно                 |
| 0.1.7                                                                                    | 2011-03       |                                                  | Неизвестно                 |
| 1.0.0                                                                                    | 2011-03       |                                                  | Неизвестно                 |
| 1.1.0                                                                                    | 2011-05       |                                                  | Неизвестно                 |
| 1.2.0                                                                                    | 2011-09       |                                                  | Неизвестно                 |
| 1.2.1                                                                                    | 2011-10       |                                                  | Неизвестно                 |
| 1.3.0                                                                                    | 2011-12       |                                                  | Неизвестно                 |
| 1.4.0                                                                                    | март 2012     |                                                  | Неизвестно                 |
| 1.5.0                                                                                    | июнь 2012     | Последний выпуск обновлений на базе Ubuntu 10.04 | апрель 2015                |
| 2.0.0                                                                                    | июль 2012     | Первый стабильный релиз на базе Ubuntu 12.04     | апрель 2017                |
| 2.1.0                                                                                    | сентябрь 2012 | Выпуск обновлений (трёхмесячный цикл)            | апрель 2017                |
| 2.2.0                                                                                    | декабрь 2012  | Выпуск обновлений                                | апрель 2017                |
| 2.3.0                                                                                    | март 2013     | Выпуск обновлений                                | апрель 2017                |
| 2.4.0                                                                                    | сентябрь 2013 | Последний выпуск обновлений на базе Ubuntu 12.04 | апрель 2017                |
| 3.0.0                                                                                    | февраль 2015  | Первый стабильный релиз на базе Ubuntu 14.04     | апрель 2019                |
| 3.1.0                                                                                    | август 2015   | Первый релиз с Moksha Desktop Enviornment        | апрель 2019                |
| 3.2.0                                                                                    | март 2016     | Выпуск обновлений                                | апрель 2019                |
| 4.0.0                                                                                    | октябрь 2016  | Первый стабильный релиз на базе Ubuntu 16.04     | апрель 2021                |
| 4.1.0                                                                                    | январь 2017   | Выпуск обновлений                                | апрель 2021                |
| 4.2.0                                                                                    | май 2017      | Выпуск обновлений                                | апрель 2021                |
| 4.3.0                                                                                    | август 2017   | Выпуск обновлений                                | апрель 2021                |
| 4.4.0                                                                                    | декабрь 2017  | Выпуск обновлений                                | апрель 2021                |
| 4.5.0                                                                                    | февраль 2018  | Выпуск обновлений                                | апрель 2021                |
| 5.0.0                                                                                    | май 2018      | Тестовая версия: кандидат в релизы.              | апрель 2023                |
| 5.1.0                                                                                    | март 2020     | Релиз                                            | апрель 2023                |
| 6.0.0                                                                                    | май 2021      | На базе Убунту 20.04.2                           | апрель 2025                |
| Старая версия, не поддерживаетсяСтарая поддерживаемая версияТекущая версияБудущая версия |               |                                                  |                            |

## R_Pi Bodhi Linux
Сборник R_Pi Bodhi Linux был скомпилирован непосредственно для Raspberry Pi, и включает в себя все изменения и улучшения для создания оптимизированного кода «hard float» для Raspberry Pi (armhf или ARMHF). Технически, R_Pi Bodhi Linux создан с настройками компиляции, настроенными для создания оптимизированного кода «hard float» для Raspberry Pi (armhf или ARMHF). Бинарный интерфейс «hard float» приложения для ARM11, 32-разрядная RISC-архитектура ARM с микропроцессором ARM и с архитектурными дополнениями ARMv6 обеспечивает огромную производительность для многих случаев использования. Однако это потребовало значительных усилий для переноса элементов Debian Wheezy в процессоры типа ARMv6, поскольку официальные сборки требуют ARMv7. Это должно значительно повысить производительность для приложений, которые сильно используют арифметические операции с числом с плавающей запятой, как предыдущие менее эффективные настройки «soft float», то есть, собственные ARMv6-арифметические операции с плавающей запятой, моделируемые программным обеспечением. Из-за усилий по созданию рабочего выпуска, релиз ARMHF официально не поддерживается на данный момент.